# Fürstenhagen (Hessisch Lichtenau)
Fürstenhagen ist nach der Kernstadt der größte Stadtteil von Hessisch Lichtenau im nordhessischen Werra-Meißner-Kreis.

## Geographische Lage
Fürstenhagen liegt zwischen dem nördlichen Kaufunger Wald, dem südsüdwestlichen Melsunger Bergland und der westlichen Söhre. Es befindet sich im Geo-Naturpark Frau-Holle-Land (Werratal.Meißner.Kaufunger Wald) 2,5 km nordwestlich der Kernstadt von Hessisch Lichtenau sowie 2 km südsüdwestlich von Hirschhagen und 3,3 km nordöstlich von Quentel, zwei Hessisch Lichtenauer Stadtteilen, und 2,5 km südöstlich des Helsaer Ortsteils Eschenstruth. Durch das auf 330 bis 384 m ü. NHN gelegene Dorf fließt etwa in Südost-Nordwest-Richtung der Fulda-Zufluss Losse. In diese mündet vor dem Einfluss in die Ortschaft der von Süden heran fließende Saubach und im Dorf der von Südwesten kommende Börnchenbach. Die Landschaft steigt nach Nordnordosten zum Rohrberg (535,6 m) an und nach Südsüdwesten zur Koppe (456,4 m).

## Geschichte

### Ortsgeschichte

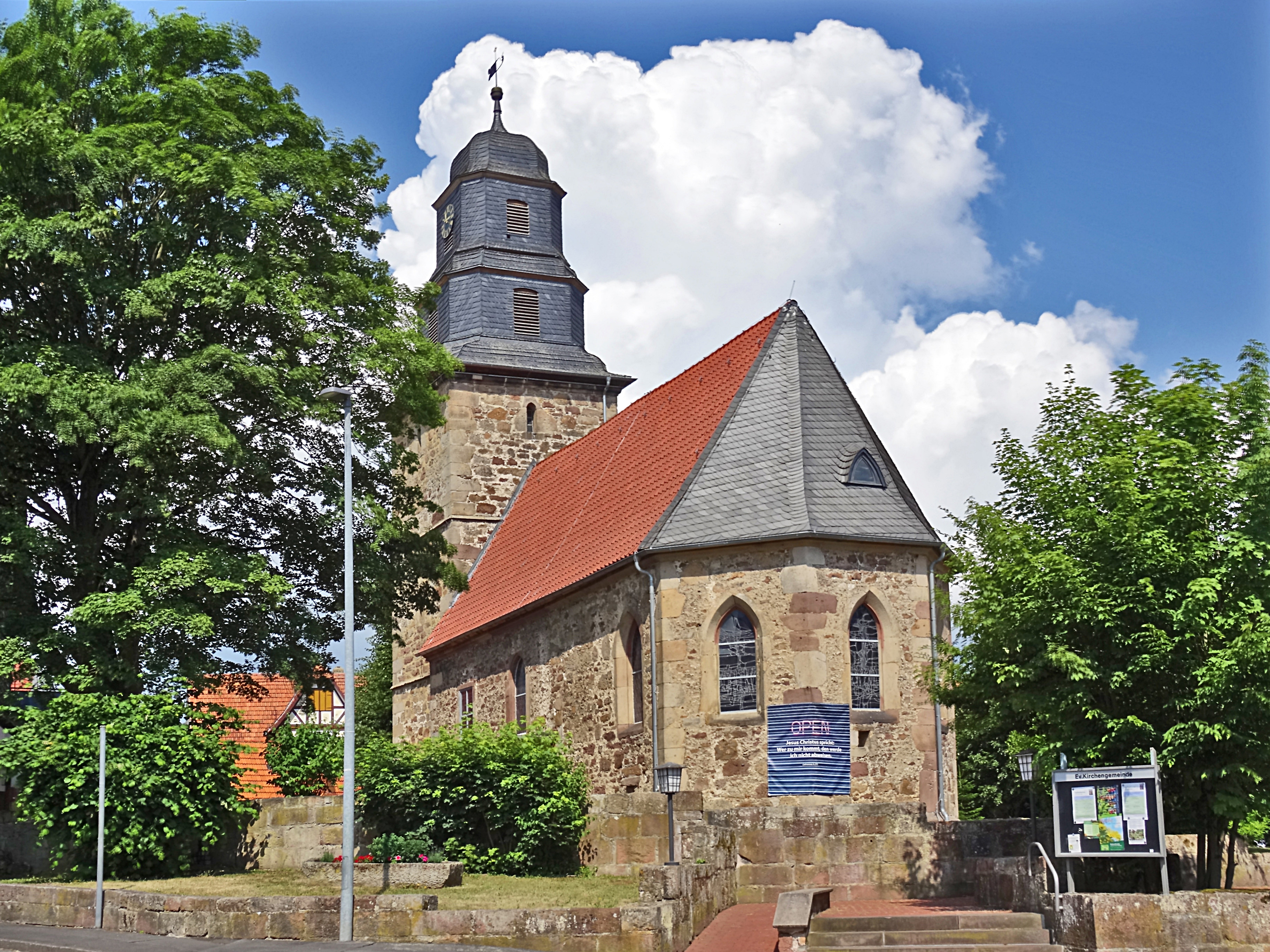
Die Kirche in Fürstenhagen

Mit dem Ritter Konrad von Vorstenhagen wurde das Dorf am 13. März 1312 erstmals urkundlich erwähnt. Der Ortsname änderte sich mehrfach und lautete auch Fustinhain, Fürstenhain und Fürstenhayn, heute Fürstenhagen. Der Ort gehörte im Mittelalter zum Gericht Reichenbach und von 1454 bis 1821 zum Amt Lichtenau. Während der französischen Besetzung gehörte der Ort zum Kanton Lichtenau im Königreich Westphalen (1807–1813). Für den Ort war seine Lage an der bedeutenden Leipziger Straße nicht immer von Vorteil. Die wirtschaftlichen Erwerbsquellen wurden durch Bergbau verbessert. Die Gebrüder Lenoir (siehe George André Lenoir) waren große Gönner des Ortes; sie stifteten mehrere Gebäude. 1939 hatte der Ort 1029 Einwohner und gehörte zum damaligen Landkreis Witzenhausen.
Seit 1879 führt durch Fürstenhagen die Bahnstrecke Kassel–Waldkappel (Lossetalbahn; nach der Losse benannt); nachdem der Personenverkehr 1985 eingestellt worden war, ist dieser im Abschnitt Hessisch Lichtenau–Kassel seit 2006 wieder möglich.
Im Zuge der Gebietsreform in Hessen wurde am 1. Januar 1974 die bis dahin zum Landkreis Witzenhausen gehörende Gemeinde kraft Landesgesetz in die Stadt Hessisch Lichtenau im neu gebildeten Werra-Meißner-Kreis eingegliedert. Für die eingegliederten neun Stadtteile sowie die Kernstadt wurde jeweils ein Ortsbezirk mit Ortsbeirat und Ortsvorsteher eingerichtet.
Nach dem Zweiten Weltkrieg bestand bis etwa 1995 ein Krankenhaus im Ort. Es wurde später zu einem Altersheim und Pflegezentrum umgebaut.
Im nördlichen Ortsteil stand bis 2008 eine katholische Kirche.
Im Juni 2012 feierte Fürstenhagen sein 700-jähriges Bestehen.

### Lenoir-Stiftung

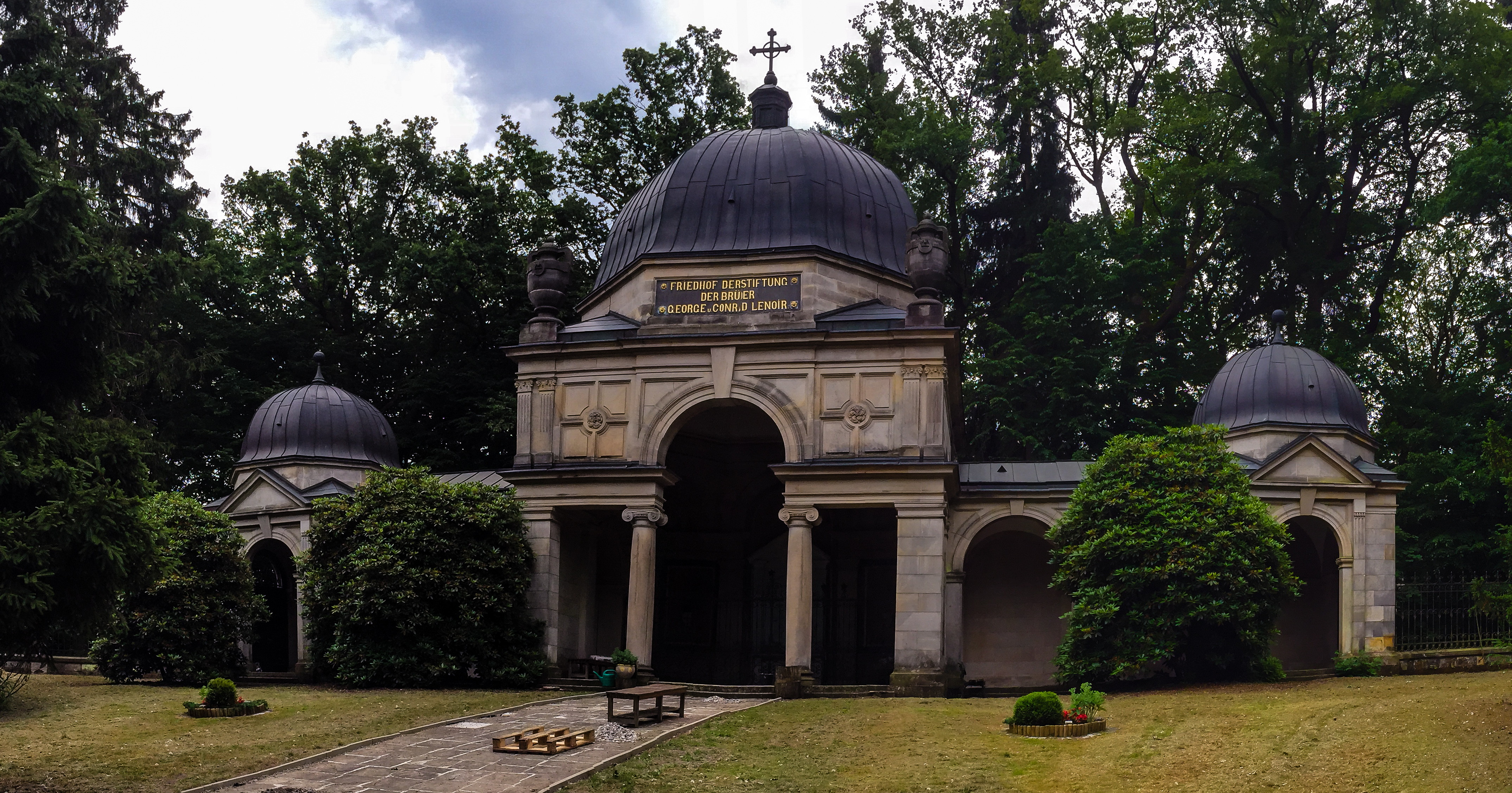
Mausoleum der Gebrüder Lenoir

Die Lenoir-Stiftung der Gebrüder Lenoir (siehe George André Lenoir) umfasst drei Haupthäuser und zahlreiche Nebengebäude (Pestalozzi-Denkmal, Mausoleum der Familie Lenoir). Gebaut um 1900 war das Lenoir-Stift ein Waisenhaus. 1987 wurde hier ein Übergangswohnheim für Spätaussiedler eingerichtet.

## Bevölkerung
Einwohnerstruktur 2011
Nach den Erhebungen des Zensus 2011 lebten am Stichtag, dem 9. Mai 2011, in Fürstenhagen 1905 Einwohner. Darunter waren 48 (2,5 %) Ausländer.
Nach dem Lebensalter waren 261 Einwohner unter 18 Jahren, 771 zwischen 18 und 49, 429 zwischen 50 und 64 und 444 Einwohner waren älter.
Die Einwohner lebten in 858 Haushalten. Davon waren 264 Singlehaushalte, 285 Paare ohne Kinder und 222 Paare mit Kindern, sowie 69 Alleinerziehende und 18 Wohngemeinschaften. In 198 Haushalten lebten ausschließlich Senioren und in 573 Haushaltungen lebten keine Senioren.
Einwohnerentwicklung
| Quelle: Historisches Ortslexikon |                                     |
| • 1539:                          | 30 Männer und Feuerstellen          |
| • 1575:                          | 42 Hausgesesse                      |
| • 1585:                          | 42 Hausgesesse                      |
| • 1681:                          | 38 Hausgesesse                      |
| • 1731:                          | 297 Einwohner                       |
| • 1747:                          | 39 Mannschaften mit 38 Feuerstellen |

| Fürstenhagen: Einwohnerzahlen von 1774 bis 2011 | Fürstenhagen: Einwohnerzahlen von 1774 bis 2011 | Fürstenhagen: Einwohnerzahlen von 1774 bis 2011 | Fürstenhagen: Einwohnerzahlen von 1774 bis 2011 | Fürstenhagen: Einwohnerzahlen von 1774 bis 2011 |
| --- | ----------------------------------------------- | ----------------------------------------------- | ----------------------------------------------- | ----------------------------------------------- |
| Jahr |                                                 |                                                 |                                                 | Einwohner                                       |
| 1774 | 1774                                            |                                                 | 253                                             | 253                                             |
| 1800 | 1800                                            |                                                 | ?                                               | ?                                               |
| 1834 | 1834                                            |                                                 | 651                                             | 651                                             |
| 1840 | 1840                                            |                                                 | 717                                             | 717                                             |
| 1846 | 1846                                            |                                                 | 767                                             | 767                                             |
| 1852 | 1852                                            |                                                 | 778                                             | 778                                             |
| 1858 | 1858                                            |                                                 | 711                                             | 711                                             |
| 1864 | 1864                                            |                                                 | 703                                             | 703                                             |
| 1871 | 1871                                            |                                                 | 629                                             | 629                                             |
| 1875 | 1875                                            |                                                 | 664                                             | 664                                             |
| 1885 | 1885                                            |                                                 | 662                                             | 662                                             |
| 1895 | 1895                                            |                                                 | 601                                             | 601                                             |
| 1905 | 1905                                            |                                                 | 642                                             | 642                                             |
| 1910 | 1910                                            |                                                 | 754                                             | 754                                             |
| 1925 | 1925                                            |                                                 | 905                                             | 905                                             |
| 1939 | 1939                                            |                                                 | 1.088                                           | 1.088                                           |
| 1946 | 1946                                            |                                                 | 1.777                                           | 1.777                                           |
| 1950 | 1950                                            |                                                 | 2.075                                           | 2.075                                           |
| 1956 | 1956                                            |                                                 | 1.976                                           | 1.976                                           |
| 1961 | 1961                                            |                                                 | 2.114                                           | 2.114                                           |
| 1967 | 1967                                            |                                                 | 2.396                                           | 2.396                                           |
| 1970 | 1970                                            |                                                 | 2.240                                           | 2.240                                           |
| 1980 | 1980                                            |                                                 | ?                                               | ?                                               |
| 1990 | 1990                                            |                                                 | ?                                               | ?                                               |
| 2000 | 2000                                            |                                                 | ?                                               | ?                                               |
| 2011 | 2011                                            |                                                 | 1.905                                           | 1.905                                           |
| Datenquelle: Historisches Gemeindeverzeichnis für Hessen: Die Bevölkerung der Gemeinden 1834 bis 1967. Wiesbaden: Hessisches Statistisches Landesamt, 1968. Weitere Quellen: LAGIS; Zensus 2011 |                                                 |                                                 |                                                 |                                                 |

Historische Religionszugehörigkeit
| • 1885: | 0127 evangelische (= 100 %)                                          |
| • 1961: | 1773 evangelische (= 83,78 %), 290 katholische (= 13,72 %) Einwohner |

Berufsgliederung 1724
- 3 Amtspersonen, 19 Leinweber, 5 Schmiede, 2 Weißbinder, 5 Schneider, 7 Maurer, 4 Wagner, 3 Zimmerleute, 26 Ackerleute, 19 Taglöhner und Dienstboten, 3 Hirten und Schäfer[1]

## Politik

### Ortsbeirat
Für Fürstenhagen besteht ein Ortsbezirk (Gebiete der ehemaligen Gemeinde Fürstenhagen) mit Ortsbeirat und Ortsvorsteher nach der Hessischen Gemeindeordnung.
Der Ortsbeirat besteht aus sieben Mitgliedern. Bei den Kommunalwahlen in Hessen 2021 betrug die Wahlbeteiligung zum Ortsbeirat 46,79 %. Alle Kandidaten gehörten der „Initiative für Fürstenhagen“ an. Der Ortsbeirat wählte Reinhard Kanstein zum Ortsvorsteher.

### Ortswappen, Flagge
Beschreibung: In Silber (Weiß) eine ausgerissene grüne Eiche mit goldenen (gelben) Eicheln, belegt mit einem roten Schild, darin ein silberner Fürstenhut.
Das Ortswappen der Gemeinde Fürstenhagen hat der akademische Maler und Grafiker Richard Assmann (1887–1965) entworfen. Es wurde mit Verleihungsurkunde vom 10. Juli 1958 durch den Hessischen Minister des Innern genehmigt. Das Führen einer Flagge wurde durch Verleihungsurkunde vom 11. Mai 1960 ebenfalls durch den hessischen Minister des Innern genehmigt.

### Gemeindepartnerschaften
- Schlierbach (Oberösterreich) in Österreich
- Orgelet in Frankreich

## Kultur und Sehenswürdigkeiten
- Die Kirche stammt aus dem Jahre 1489. Ein vor der Reformation geschaffenes Flügelretabel wurde 1886/87 verkauft und befindet sich im Hessischen Landesmuseum Kassel; zeitgleich wurde der auf 1568 datierte Taufstein verkauft, heute in der Religionskundliche Sammlung der Universität Marburg.
- Zu den Sehenswürdigkeiten des Ortes gehört neben der Kirche und zahlreichen Fachwerkhäusern auch die mit Linden eingefasste ehemalige Gerichtsstätte unterhalb der Kirche und ein Backhaus.
- In der Straße Siedlung stehen mehrere Fachwerkhäuser. Diese Häuser wurden zusammen mit der Sprengstofffabrik Hessisch Lichtenau (im Ortsteil Hirschhagen) zu Beginn des Zweiten Weltkrieges gebaut. Hier wohnten einige Familien der Werksleitung.
- Ein Kriegsgefallenen-Denkmal befindet sich auf dem Gemeindefriedhof.
- Ein Ehrenmal der Heimatvertrieben erinnert an die Flüchtlinge, welche nach dem Zweiten Weltkrieg in Fürstenhagen aufgenommen wurden.
- Die Ortsgruppe der Naturfreunde hat in einem alten Steinbruch eine Freilichtbühne mit Vereinshaus geschaffen.

## Infrastruktur

### Öffentliche Einrichtungen
- In Fürstenhagen gibt es seit 1962 eine Mehrzweckhalle. In dem Gebäudekomplex befinden sich neben dem Feuerwehrhaus auch die ehemaligen Büros des Bürgermeisters. Die Gemeindebücherei hat ebenfalls einige Räume in der Mehrzweckhalle.
- Grundschule Am Fischbach
- Die Mehrzweckhalle dient der Grundschule als Sporthalle. Sie wird auch von vielen Vereinen genutzt. Dort finden in der Karnevalszeit zahlreiche Veranstaltungen statt.
- Der Pfadfinderstamm Berglöwe in Bund der Pfadfinderinnen und Pfadfinder e. V. unterhält mit dem Eltern- und Fördererkreis ein eigenes Pfadfinderheim, das Europa-Jugendheim, am Ortsrand von Fürstenhagen.

### Verkehr
Durch Fürstenhagen führt die Bundesstraße 7 (Kassel–Eisenach) mit der Deutschen Märchenstraße, von der die Landesstraße 3226 in Richtung Südwesten nach Quentel und dann weiter nach Söhrewald abzweigt. Hindurch verläuft auch die Bahnstrecke Kassel–Waldkappel (Lossetalbahn). Künftig wird die abschnittsweise nahe Hessisch Lichtenau bereits befahrbare Bundesautobahn 44 (im Rahmen ihrer Verlängerung von Kassel nach Herleshausen) nördlich und nordöstlich am Dorf vorbei führen; zwischen den ortsnahen Anschlussstellen Helsa-Ost und Hessisch Lichtenau-West wird sie durch den etwa 4,2 km langen Tunnel Hirschhagen verlaufen.

### Wander- und Radwege
Durch die Ortschaft führt der Wanderweg Riedforstweg und der Lossetal-Radweg.

## Persönlichkeiten
- Johannes Kregelius, der Krawaller genannt, lebte bis 1913 in Fürstenhagen. Sein Grab befindet sich auf dem Friedhof in Fürstenhagen.
- Richard Assmann, Maler und Grafiker (* 27. November 1887 in Troppau/Sud.; † 1. Juni 1965 in Fürstenhagen)